# Núcleo Bandeirante
Núcleo Bandeirante est une région administrative du District fédéral au Brésil.

## Histoire
Núcleo Bandeirante est une ville champignon créée pour accueillir les ouvriers de la construction de Brasilia, de 1955 à 1960. À l'origine, la ville devait être détruite à l'inauguration de Brasilia, mais elle est restée et est devenue une vraie ville, à une dizaine de kilomètres de la nouvelle capitale Brésilienne.  

## Sport
Núcleo Bandeirante possède son propre stade, le Stade Vasco Viana de Andrade, qui accueille les principales équipes de football de la région administrative, l'Atlético Taguatinga et le Real Brasília.